# Billstedt
Billstedt o en baix alemany Billsteed és un barri del districte d'Hamburg-Mitte situat a la confluència del Bille amb el Jenfelder Bach i Glinder Au a l'estat d'Hamburg a Alemanya. A la fi de 2014 tenia 69.570 habitants a una superfície de 16,8 km².
És un municipi relativament nou, creat el 2 de febrer del 1928, per la fusió dels municipis prussians Schiffbek, Kirchsteinbek i Öjendorf. El nom nou que es va triar en combinar el riu Bille, que forma la frontera meridional, amb el sufix -stedt que significa vila, assentament.
A l'edat mitjana, el Bille era navegable fins al barri de Schiffbek.
Per la llei de l'àrea metropolitana d'Hamburg edictada per la dictadura nazi va ser integrat en la ciutat estat d'Hamburg el 1937. A l'est, a la frontera amb Slesvig-Holstein, als anys 1970 es va crear la ciutat nova de Mümmelmansberg, estació terminal de la línia U2 del metro d'Hamburg, a més de la U2, la línia U4 connecta el barri amb el centre de la ciutat i el barri nou del Hafencity.
El barri es caracteritza pels nuclis dels tres pobles, que van mantenir el seu caràcter de poble, urbanitzacions noves i alts edificis de pisos socials en l'estil funcionalista avorrit dels anys 1960-70, que formen quasi la meitat de les habitacions, i els corredors verds al marge dels rius que travessen el poble i el parc al nord-est. És principalment un poble residencial, el teixit econòmic és fet de comerç, el «Bilstedt Center» és un dels centres comercials més grans d'Hamburg, de pimes i d'un polígon industrial entre el Bille i l'autopista A5. La població treballa al polígon industrial veï de Rothenburgsort, al port, o en fàbriques i empreses de servei en altres llocs d'Hamburg.

## Llocs d'interès
- La zona verda feta del cementiri, el llac i el parc d'Öjendorf. El parc es va crear després de la segona guerra mundial, quan es va omplir una part de llac (una antiga mina de grava) amb runam després del bombardeig del centre d'Hamburg durant l'Operació Gomorra (1943).

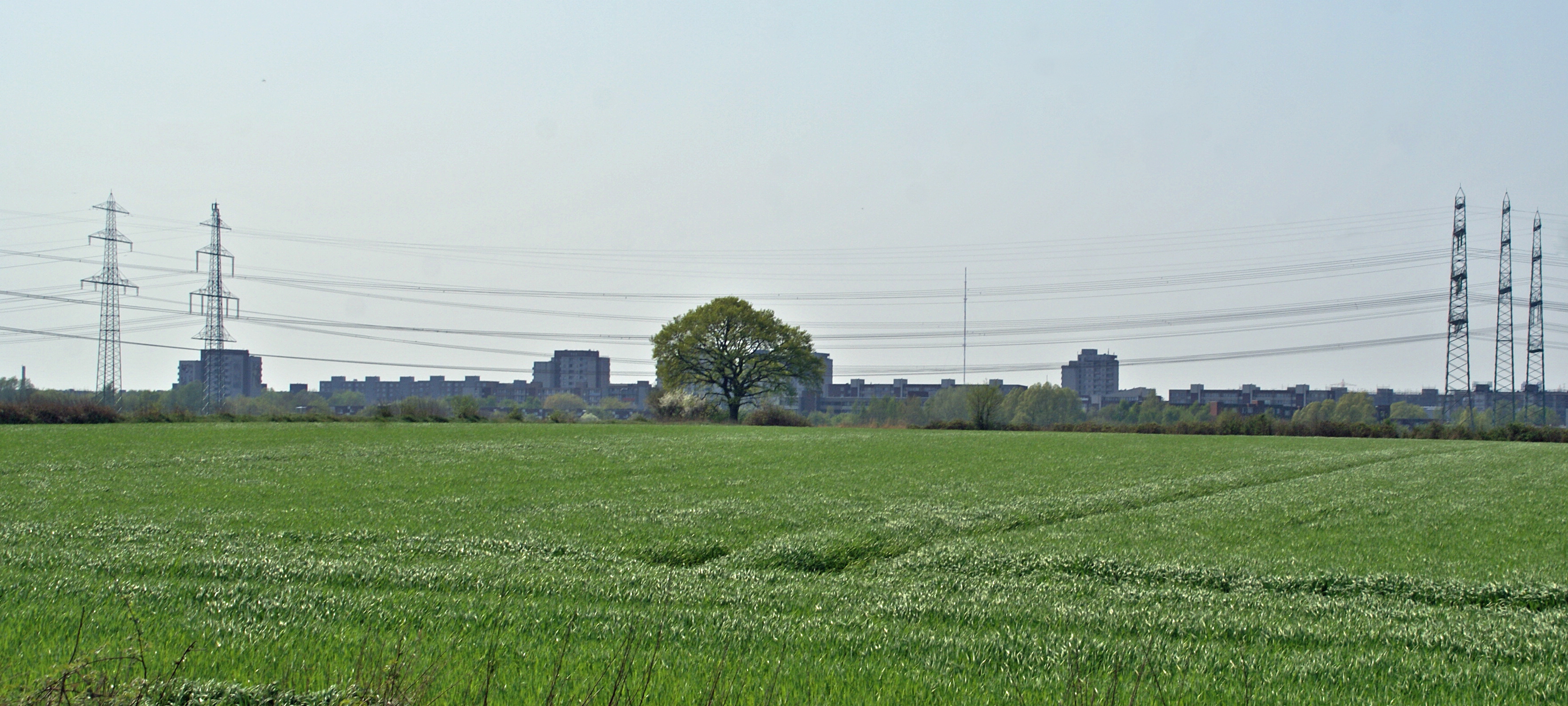
Mümmelmannsberg vist des de Slesvig-Holstein
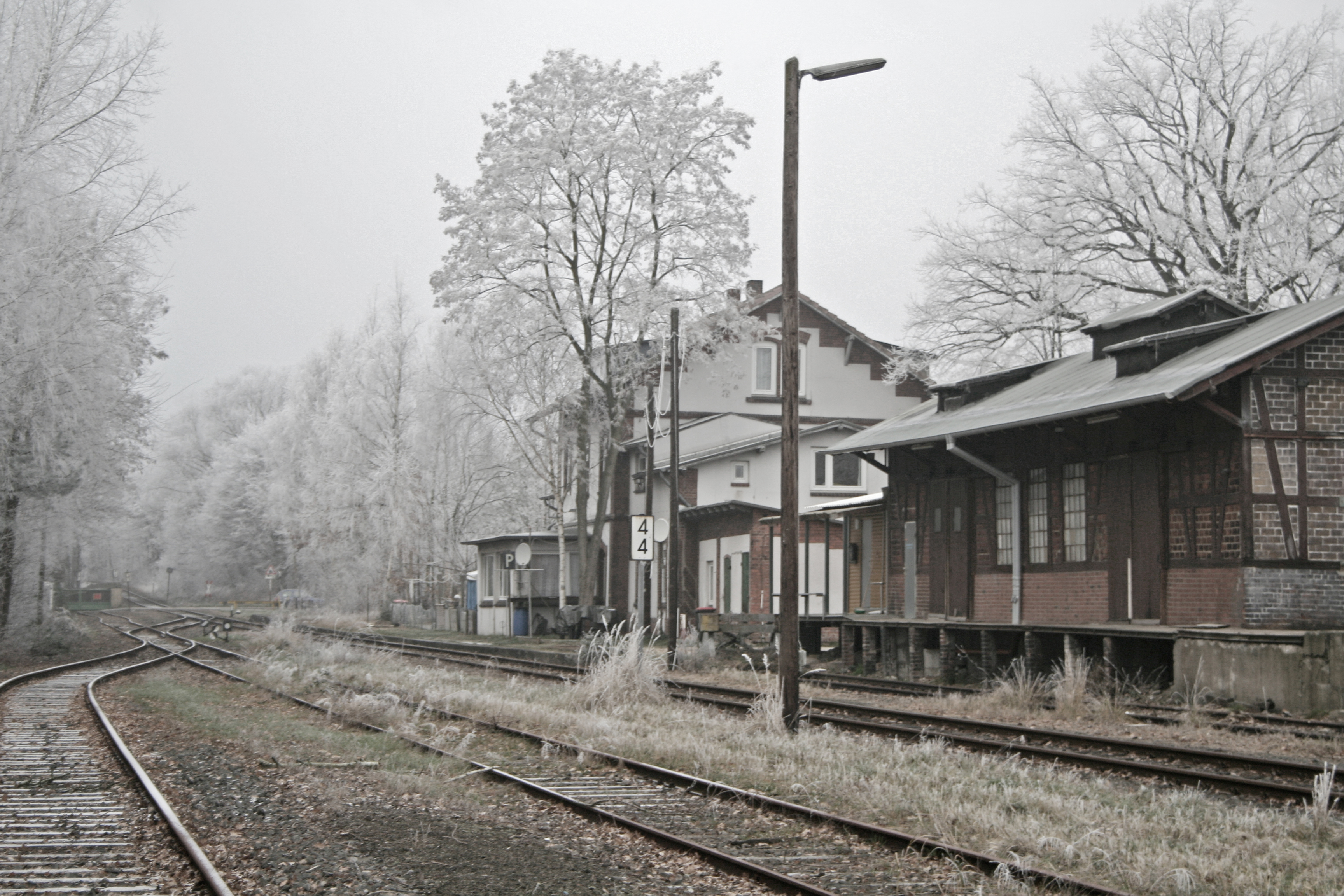
Antiga estació del ferrocarril
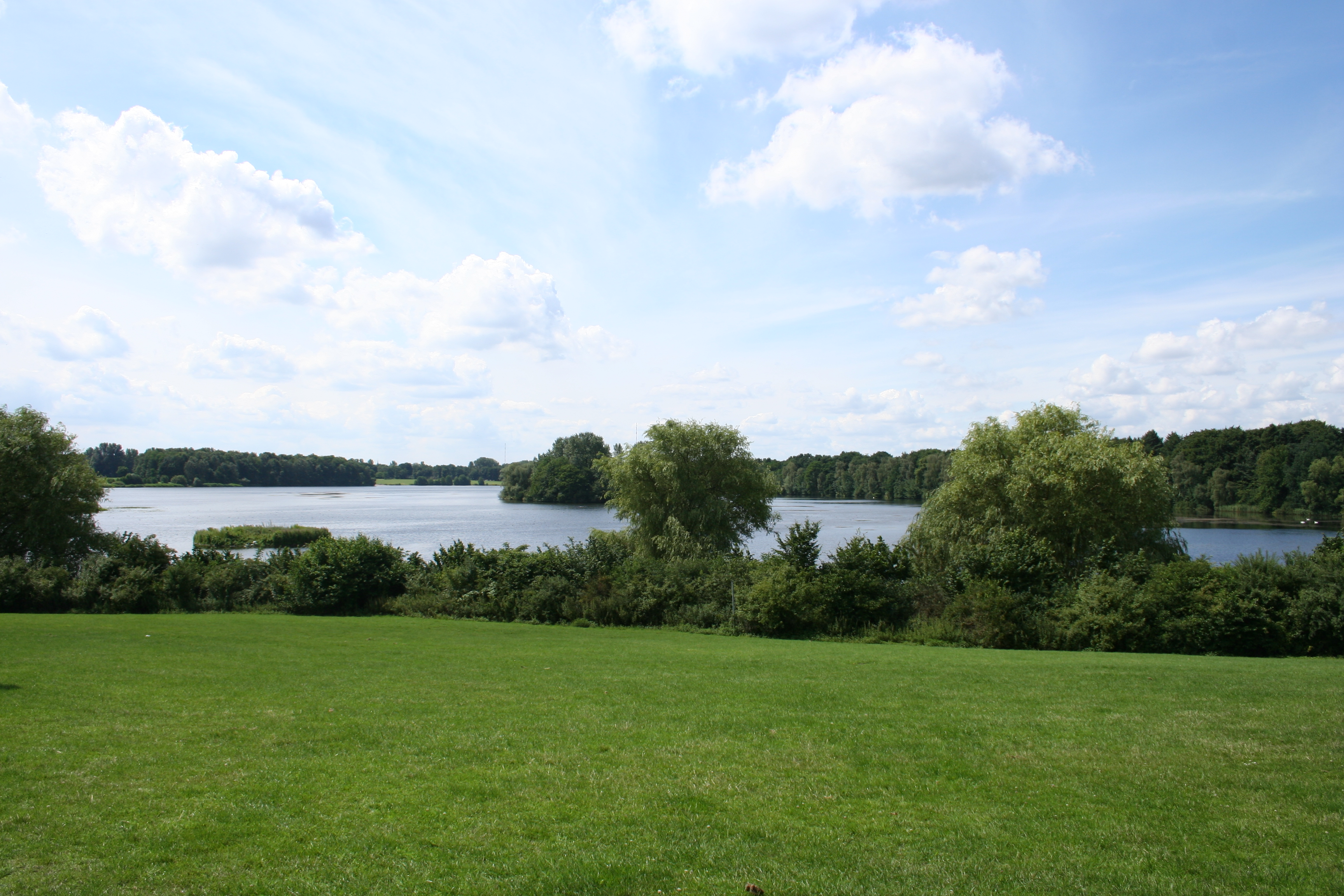
Parc i llac d'Öjendorf
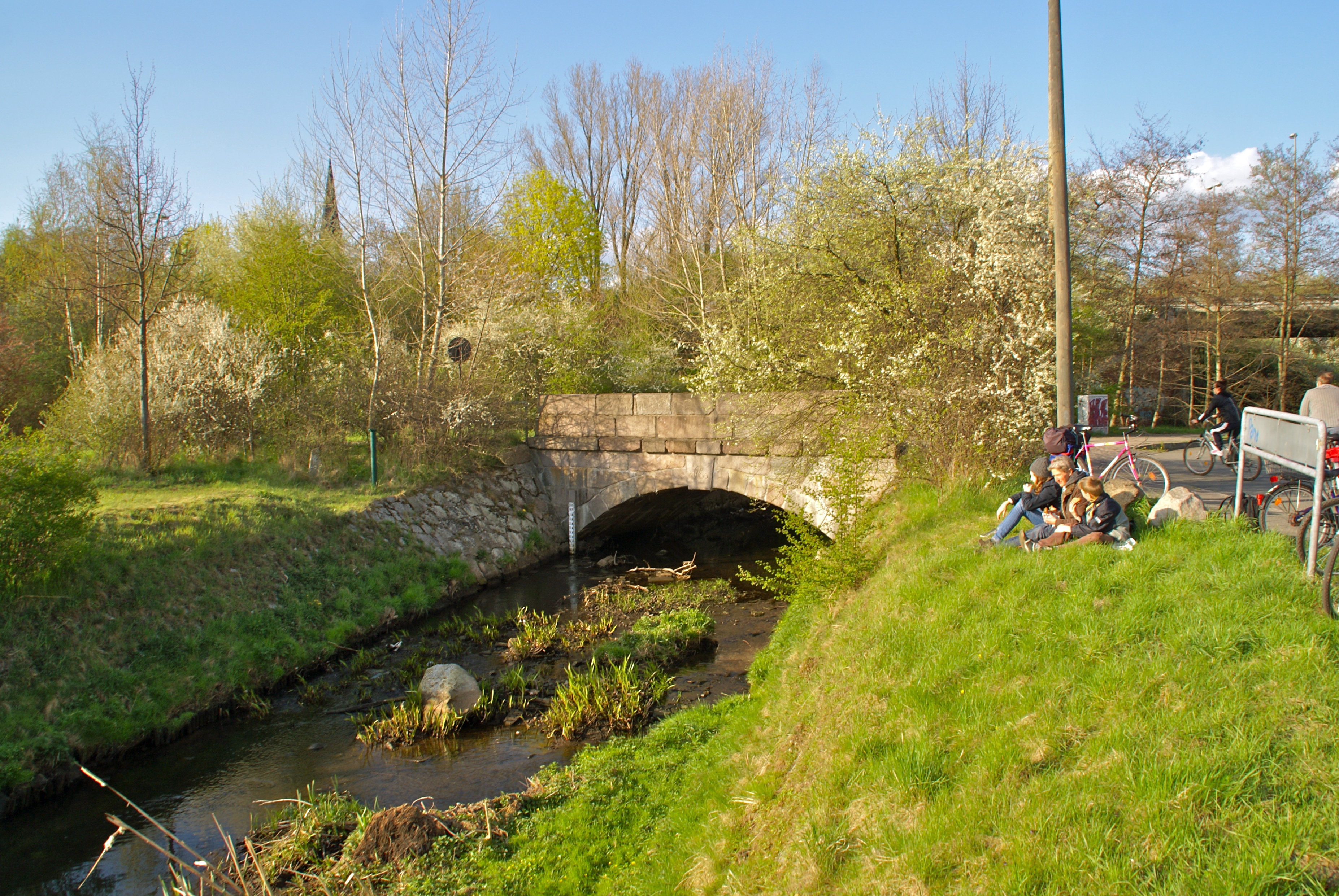
Pont al Glinder Au (Steenbeek)

## Enllaços i referències
1. ↑   «Billstedt». A: Hamburger Stadtteil-Profile 2014 (pdf). vol. 16.  Hamburg: Statistikamt Nord, p. 41-42. (Profils estatístics dels Barris d'Hamburg)
2. ↑  Tilgner, Daniel. «Billstedt». A: Hamburg von Altona bis Zollenspieker: Das Haspa-Handbuch für alle Stadtteile der Hansestadt (Hamburg de A d'Altona cap a Z de Zollenspiecker: el manual de l'Haspa de tots els barris de la ciutat hanseàtica) (en alemany).  Hamburg: Hoffmann & Campe, 2002, p. 190-201. ISBN 3-455-11333-8.
3. ↑  Beckershaus, Horst. «Billstedt». A: Die Namen der Hamburger Stadtteile.  Hamburg: Editorial Ernst Kabel, 1998, p. 21-22. ISBN 3-8225-0471-8.(Els noms dels barris d'Hamburg)

 A Wikimedia Commons hi ha contingut multimèdia relatiu a: Billstedt